# Шведа Марія Йосифівна
Марія Йосифівна Шведа (17 жовтня 1954, Рудки, нині Україна — 29 вересня 1982, Львів, нині Україна) — українська новомучениця УГКЦ, слуга Божа греко-католицької церкви.

## Життєпис
Марія Шведа народилася 17 жовтня 1954 року в селі Рудках Городоцького району на Львівщині.
У Вишнянській школі (до 1970), де на вона навчалася, музику викладав підпільний священник Петро Періжок. Він одразу звернув увагу на побожну дівчину, котра відвідувала підпільні богослужіння. Після закінчення школи, вона розпочала навчання в Брюховицькому будівельному технікумі, який згодом залишила через важке навчання. Працювала на фабриці «Прогрес» (1972–1975), згодом — на заводі телеграфної апаратури (1975–1982).
Таємно брала участь у службі Божій. 1979 року перейшла жити до сестер йосифіток (м. Львів).
29 вересня 1982 року в під’їзді будинку у Львові її вбили кадебісти, коли вона поверталася з таємної служби Божої.

### Беатифікаційний процес
Від 2001 року триває беатифікаційний процес прилучення Марії Шведи до лику блаженних.